# Empire of Emptiness
Empire Of Emptiness är Galadriels första musikalbum. Släpptes 1997.

## Låtar på albumet
1. "Empire Of Emptiness"
2. "Solitude"
3. "Sad Leaves Of The Dying Rose"
4. "One Lost Child"
5. "Kingdom Under The Ocean"
6. "Silence And Screams"
7. "Immortal Visions"
8. "Dreaming Memories"
9. "Tears Of Emptiness"

## Lineup
- Dodo Datel - sång, bas
- Voloda Zadrapa - gitarr
- Sona "Witch" Kozakova - sång
- Dr Victor - trummor
- Chulo Malachovský - gitarr

### Gästmusiker
- Ivan "King" Kral - keyboard